# Велтистов, Василий Николаевич
Василий Николаевич Велтистов (1854 — после 1920) — протоиерей русской православной церкви, профессор богословия и законоучитель Павловского института; духовный писатель.

## Биография
Родился в 1854 году в семье причетника костромской епархии.
По окончании богословского отделения Московской духовной академии в 1880 году, был утверждён в учёной степени кандидата богословия с предоставлением ему права при соискании степени магистра не держать нового устного экзамена. Советом московской духовной академии 22 сентября 1880 года был избран приват-доцентом по предмету Св. Писания Ветхого Завета. После введения нового устава и штата духовных академий в 1884 году был оставлен при академии с званием и. д. доцента по той же кафедре. 
В 1881 году была напечатана его работа по экзегетике — «Песнь Моисея», которая является примером богословского истолкования одного из древнейших произведений священной поэзии Ветхого Завета с учетом всех разночтений между Масоретским текстом и Септуагинтой. Велистов отстаивал цельный характер этой Песни и авторство пророка Моисея; в то время как западные библеисты (Ф. Блек, Ф. В. Шульц, A. Кампхаузен) придерживались мнения о принадлежности этого произведения к более позднему времени.
После защиты диссертации на степень магистра богословия «Грех, его происхождение, сущность и следствия» (М., 1885), в которой он доказывал положение, что, «согласно библейскому учению, грех произошёл из свободы человека под влиянием искушения со стороны дьявола» (при этом он подверг критике учение Г. Лейбница о происхождении греха из несовершенства человеческой природы и опровергал мнения Д. Шенкеля и Ф. Шлейермахера, видевших источник греха в чувственной природе человека; также он оспаривал мнение Гегеля о грехе как необходимом переходном моменте в нравственном развитии человека и не соглашался с мнением И. Канта о грехе как следствии свободного выбора человека в умопостигаемом мире, и Ю. Мюллера, считавшим грех следствием вневременного самоопределения человека), был удостоен советом академии 2 октября 1885 года учёной степени магистра богословия; избран на должность доцента по прежней кафедре и утверждён в ней 4 января 1886 года. Диссертация была отмечена премией митрополита Макария. Тема греха в Ветхом Завете получила свое дальнейшее раскрытие в труде ученика Велтистова И. Введенского «Учение Ветхого Завета о грехе» (1900).
В 1888 году, 23 мая был определён священником и законоучителем при Павловском институте и 20 июля рукоположён в священника. С 15 сентября 1888 по 1 сентября 1896 года состоял в должности законоучителя Екатерининской школы Санкт-Петербургского женского патриотического общества. С 7 сентября 1896 года — профессор богословия петербургских высших женских курсов, служил в Исаакиевском соборе. С июня 1898 года занял штатную должность члена училищного совета при Св. синоде. «За усердную и полезную службу» в Павловском институте 20 декабря 1898 года был возведён в сан протоиерея. 
Умер после 1920 года.